# Partners in Crime
Partners in Crime – singel estońskiej wokalistki Gerli Padar, napisany przez Berita Vahera i Hendrika Sal-Sallera, wydany w 2007 roku. Utwór reprezentował Estonię podczas 52. Konkursu Piosenki Eurowizji w 2007 roku.

## Historia utworu

### Nagrywanie
Muzykę do piosenki stworzył Berit Vaher, natomiast słowa napisał Hendrik Sal-Saller. W 2006 roku utwór został zgłoszony do estoński selekcji do 52. Konkursu Piosenki Eurowizji – Eurolaul.

### Występy na żywo:Eurolauli Konkurs Piosenki Eurowizji

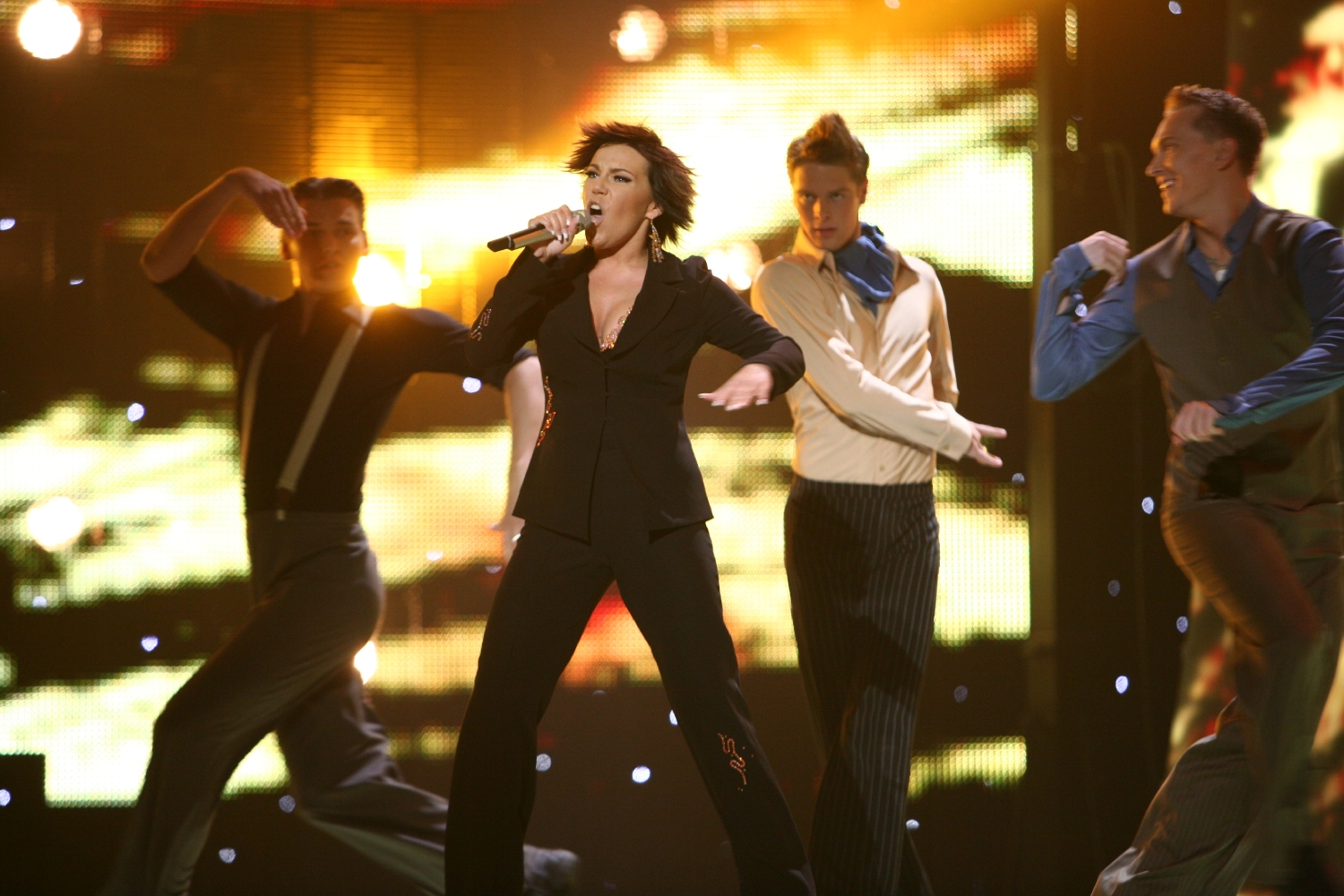
Gerli Padar podczas 52. Konkursu Piosenki Eurowizji w 2007 roku

W grudniu 2006 roku krajowy nadawca publiczny Eesti Televisioon (ETV) opublikował listę dziesięciu finalistów estońskich eliminacji do 52. Konkursu Piosenki Eurowizji – Eurolaul 2007. Jedną z finałowych propozycji była piosenka „Partners in Crime” zgłoszona przez Padar. Utwór zespołu został zaprezentowany jako piąty w kolejności podczas koncertu finałowego, rozegranego 3 lutego w ETV Stuudio. Dzięki 16 759 głosom telewidzów, utwór został zakwalifikowany się do drugiej rundy finału i ostatecznie wygrał eliminacje, zdobywając w sumie 55 416 głosów i zostając reprezentantem kraju podczas 53. Konkursu Piosenki Eurowizji.
10 maja w Hartwall Areena w Helsinkach odbył się koncert półfinałowy konkursu, podczas którego estoński utwór został oceniony przez telewidzów na 33 punkty, zajmując ostatecznie 22. miejsce i nie zdobywając awansu do rundy finałowej.

## Lista utworów
CD Maxi-single
1. „Partners in Crime” – 2:56